# Turquie au Concours Eurovision de la chanson 2009
La Turquie a participé au Concours Eurovision de la chanson 2009 à Moscou, en Russie, avec pour représentante Hadise. C'était la 31e participation de la Turquie au Concours. Elle a été représentée par la TRT, membre de l'Union européenne de radio-télévision.
Lors des demi-finale, la chanson est arrivée deuxième de son groupe avec un total de 172 points. Lors de la finale, elle fut nommée quatrième.